# 通路行銷
渠道营销（Trade marketing）指的是製造業公司內部，一個負責渠道企划的單位。
工作內容主要是通過對流通業者之定位瞭解及整體渠道分析，發展渠道別之品牌策略，讓营销策略可以充份實現在賣場。渠道策略包括了鋪貨、陳列、價格及促銷等4個構面。
渠道营销為隨著國際流通業在台灣之發展擴大，逐漸形成了新概念。因此在日用消費性用品業界，目前有此一單位的公司皆以大公司較多。在公司組織內部定位介於「品牌营销（Brand marketing）」及「销售Sales force」之間，負責轉換品牌策略成不同型態的流通業客戶計劃。
「渠道营销」是什麼？
渠道营销是刺激購物者將商品買下來的一種過程，這種過程發生在零售商店、网络商店、電視購物頻道、電話等可以促使購物者付費購買的有形或無形地點。渠道营销的目的是促成商品的交易。 
http://shoppermind.blogspot.com/